# Max von Schenkendorf
Gottlob Ferdinand Maximilian Gottfried von Schenkendorf (Tilsit, 11 dicembre 1783 – Coblenza, 11 dicembre 1817) è stato un poeta tedesco.
Studiò all'Università di Königsberg. Durante la Sesta coalizione, nella quale prese parte, Schenkendorf fu incaricato di comporre delle canzoni patriottiche insieme a Ernst Moritz Arndt e a Theodor Körner. Questi poemi furono intitolati Gedichte, pubblicato nel 1815, Poetischer Nachlass, del 1832, e Sämtliche Gedichte, del 1837.